# 쇼나이정 (오사카부)
쇼나이정(일본어: 庄内町)은 일본 오사카부 도요노군에 설치되었던 정이다. 현재의 도요나카시에 해당한다.